# Wolność Odzyskana
Wolność Odzyskana na wschodzie Lublina – polska loża wolnomularska otwarta 9 lutego 1811 z siedzibą w Lublinie, należała do Wielkiej Loży Narodowej Polski. Pracowała do kasaty w 1821. Od 1815 jej członkiem był Walerian Łukasiński. W 1815 roku Wolność Odzyskana posiadała 159 członków. Pięć lat później ich liczba wynosiła już 279.
4 października 2008 roku w pałacu w Gardzienicach pod Lublinem odbyła się ceremonia konsekracji. Jej celem było ponowne obudzenie Loży. Brali w niej udział delegaci z Polski, Anglii, Francji, Szwecji i Ukrainy. Loża Wolność Odzyskana jest czternastą czynną lożą należącą do Wielkiej Loży Narodowej Polski.